# The Embassy of the Blessed Kingdom of God Church
The Embassy of the Blessed Kingdom of God Church är en karismatisk, evangelikal församling i Kiev, Ukraina bildad 1994 av den nigerianske pastorn Sunday Adelaja.
Församlingen har upplevt en stark tillväxt och säger sig ha 25 000 medlemmar i Kiev.

## Källhänvisningar
1. ↑  Fawkes, Helen (2006-10-30): "Nigerian pastor finds new flock in Ukraine". Bbc.co.uk. Läst 9 januari 2015. (engelska)